# کایندورف
کایندورف (به آلمانی: Kaindorf) یک منطقهٔ مسکونی در اتریش است که در هارتبرگ فورستنفلد واقع شده‌است. کایندورف ۱۴٫۱۸ کیلومتر مربع مساحت دارد ۳۴۲ متر بالاتر از سطح دریا واقع شده‌است.